# Liga Juvenil de la UEFA 2023-24
La Liga Juvenil de la UEFA 2023-24 fue la 10.ª edición de la competición. La competición se compuso de los equipos juveniles de los 32 clubes que lograron su clasificación para la fase de grupos de la Liga de Campeones de la UEFA 2023-24 y 32 clubes que representaron a los campeones nacionales de las 32 federaciones con mejor ranking.
La fase final de la competición, que incluye las semifinales y la final, se disputaron en el Estadio Colovray en Nyon, Suiza.
El club griego Olympiacos S. F. P. como vencedor disputará la Copa Intercontinental Sub-20 2024 contra el Club Flamengo, campeón de la Copa Libertadores Sub-20 de 2024.

## Distribución de equipos por Asociaciones
Un total de 64 equipos de al menos 35 de las 55 federaciones miembro de la UEFA pueden participar en el torneo. Están divididos en dos secciones, cada una con 32 equipos.
- Ruta de la Liga de Campeones de la UEFA: Los equipos juveniles de los 32 clubes que se clasificaron para la fase de grupos de la Liga de Campeones de la UEFA 2023-24 participan en la Ruta de la UEFA Champions League. Si había una vacante (los equipos juveniles no ingresaron), fue ocupada por un equipo definido por la UEFA.
- Ruta de los campeones nacionales: los campeones nacionales juveniles de las 32 mejores federaciones según sus coeficientes de países de la UEFA de 2023 ingresaron en la Ruta de los campeones nacionales. En caso de que hubiera una vacante (federaciones sin competición doméstica juvenil, así como campeones nacionales juveniles ya incluidos en la ruta de la UEFA Champions League), primero la cubrían los campeones si aún no se habían clasificado, y luego los campeones nacionales juveniles de la próxima federación del ranking UEFA.

El Royal Antwerp FC, FK Dinamo Minsk, FC Famalicão, İstanbul Başakşehir FK, Klaipėdos FM, SS Lazio, US Lecce, RC Lens, Mainz 05, Newcastle United FC, Pafos FC, Partizán de Belgrado, FK Sarajevo, FC Union Berlin y Universitatea Craiova harán su debut en el torneo.
| Ranking | Asociación           | Equipos                                                                     | Equipos                          |
| Ranking | Asociación           | Ruta de la Liga de Campeones de la UEFA                                     | Ruta de los campeones nacionales |
| ------- | -------------------- | --------------------------------------------------------------------------- | -------------------------------- |
| 1       | Inglaterra           | - Manchester City - Arsenal FC - Manchester United FC - Newcastle United FC |                                  |
| 2       | España               | - Barcelona - Real Madrid - Atlético Madrid - Real Sociedad - Sevilla       |                                  |
| 3       | Italia               | - Napoli - SS Lazio - Internazionale - AC Milan                             | US Lecce                         |
| 4       | Alemania             | - Bayern Múnich - Borussia Dortmund - Leipzig - FC Union Berlin             | Mainz 05                         |
| 5       | Francia              | - Paris Saint-Germain - RC Lens                                             | FC Nantes                        |
| 6       | Portugal             | - Benfica - Porto - SC Braga                                                | FC Famalicão                     |
| 7       | Países Bajos         | - Feyenoord - PSV Eindhoven                                                 | AZ                               |
| 8       | Austria              | Red Bull Salzburg                                                           |                                  |
| 9       | Escocia              | Celtic                                                                      | Hamilton Academical FC           |
| 11      | Serbia               | Estrella Roja                                                               | Partizán de Belgrado             |
| 12      | Ucrania              | Shakhtar Donetsk                                                            | FC Rukh Lviv                     |
| 13      | Bélgica              | Royal Antwerp FC                                                            | Gent                             |
| 14      | Suiza                | Young Boys                                                                  | FC Basilea                       |
| 15      | Grecia               |                                                                             | Olympiakos FC                    |
| 16      | República Checa      |                                                                             | AC Sparta Praga                  |
| 17      | Noruega              |                                                                             | Molde                            |
| 18      | Dinamarca            | Copenhague                                                                  | FC Midtjylland                   |
| 19      | Croacia              |                                                                             | Dinamo Zagreb                    |
| 20      | Turquía              | Galatasaray                                                                 | İstanbul Başakşehir FK           |
| 21      | Chipre               |                                                                             | Pafos FC                         |
| 22      | Israel               |                                                                             | Maccabi Haifa                    |
| 23      | Suecia               |                                                                             | Malmö FF                         |
| 24      | Bulgaria             |                                                                             | PFC Ludogorets Razgrad           |
| 25      | Rumania              |                                                                             | Universitatea Craiova            |
| 26      | Azerbaiyán           |                                                                             | Qäbälä                           |
| 27      | Hungría              |                                                                             | Puskás Akadémia FC               |
| 28      | Polonia              |                                                                             | Lech Poznań                      |
| 29      | Kazajistán           |                                                                             | FC Turan                         |
| 30      | Eslovaquia           |                                                                             | MŠK Žilina                       |
| 31      | Eslovenia            |                                                                             | NK Maribor                       |
| 32      | Bielorrusia          |                                                                             | FK Dinamo Minsk                  |
| 33      | Moldavia             |                                                                             | FC Sheriff Tiraspol              |
| 34      | Lituania             |                                                                             | Klaipėdos FM                     |
| 35      | Bosnia y Herzegovina |                                                                             | FK Sarajevo                      |
| 36      | Finlandia            |                                                                             | HJK Helsinki                     |

| Ranking | Asociación        |
| ------- | ----------------- |
| 10      | Rusia             |
| 37      | Luxemburgo        |
| 38      | Letonia           |
| 39      | Kosovo            |
| 40      | Irlanda           |
| 41      | Armenia           |
| 42      | Irlanda del Norte |

| Ranking | Asociación          |
| ------- | ------------------- |
| 43      | Albania             |
| 44      | Islas Feroe         |
| 45      | Estonia             |
| 46      | Malta               |
| 47      | Georgia             |
| 48      | Macedonia del Norte |
| 49      | Liechtenstein       |

| Ranking | Asociación |
| ------- | ---------- |
| 50      | Gales      |
| 51      | Gibraltar  |
| 52      | Islandia   |
| 53      | Montenegro |
| 54      | Andorra    |
| 55      | San Marino |

## Calendario
El calendario de la competición es el siguiente (todos los sorteos se llevaron a cabo en la sede de la UEFA en Nyon, Suiza, a menos que se indique lo contrario).
- Para la fase de grupos de la Ruta de la Liga de Campeones de la UEFA, en principio los equipos juegan sus partidos los martes y miércoles de las jornadas previstas para la Liga de Campeones de la UEFA, y el mismo día que las selecciones absolutas correspondientes; sin embargo, los partidos también podrían jugarse en otras fechas, incluidos los lunes y jueves.
- Para la primera y segunda ronda de la Ruta de los campeones nacionales, en principio los partidos se juegan los miércoles (primera ronda en las jornadas 2 y 3, segunda ronda en las jornadas 4 y 5, como está previsto para la Liga de Campeones de la UEFA); sin embargo, los partidos también podrían jugarse en otras fechas, incluidos los lunes, martes y jueves.

| Fase                                                   | Ronda            | Fecha del sorteo        | Ida                                           | Vuelta                                        |
| ------------------------------------------------------ | ---------------- | ----------------------- | --------------------------------------------- | --------------------------------------------- |
| Ruta de la Liga de Campeones de la UEFA Fase de grupos | Fecha 1          | 31 de agosto de 2023    | 19 y 20 de septiembre de 2023                 | 19 y 20 de septiembre de 2023                 |
| Ruta de la Liga de Campeones de la UEFA Fase de grupos | Fecha 2          | 31 de agosto de 2023    | 3 y 4 de octubre de 2023                      | 3 y 4 de octubre de 2023                      |
| Ruta de la Liga de Campeones de la UEFA Fase de grupos | Fecha 3          | 31 de agosto de 2023    | 24 y 25 de octubre de 2023                    | 24 y 25 de octubre de 2023                    |
| Ruta de la Liga de Campeones de la UEFA Fase de grupos | Fecha 4          | 31 de agosto de 2023    | 7 y 8 de noviembre de 2023                    | 7 y 8 de noviembre de 2023                    |
| Ruta de la Liga de Campeones de la UEFA Fase de grupos | Fecha 5          | 31 de agosto de 2023    | 28 y 29 de noviembre de 2023                  | 28 y 29 de noviembre de 2023                  |
| Ruta de la Liga de Campeones de la UEFA Fase de grupos | Fecha 6          | 31 de agosto de 2023    | 12 y 13 de diciembre de 2023                  | 12 y 13 de diciembre de 2023                  |
| Ruta de los campeones nacionales                       | Primera ronda    | 5 de septiembre de 2023 | 4 de octubre de 2023                          | 25 de octubre de 2023                         |
| Ruta de los campeones nacionales                       | Segunda ronda    | 5 de septiembre de 2023 | 8 de noviembre de 2023                        | 29 de noviembre de 2023                       |
| Fase eliminatoria                                      | Play-offs        | 19 de noviembre de 2023 | 6 y 7 de febrero de 2024                      | 6 y 7 de febrero de 2024                      |
| Fase eliminatoria                                      | Octavos de final | 9 de febrero de 2024    | 27 y 28 de febrero de 2024                    | 27 y 28 de febrero de 2024                    |
| Fase eliminatoria                                      | Cuartos de final | 9 de febrero de 2024    | 12 y 13 de marzo de 2024                      | 12 y 13 de marzo de 2024                      |
| Fase eliminatoria                                      | Semifinales      | 9 de febrero de 2024    | 19 de abril de 2024 en Estadio Colovray, Nyon | 19 de abril de 2024 en Estadio Colovray, Nyon |
| Fase eliminatoria                                      | Final            | 9 de febrero de 2024    | 22 de abril de 2024 en Estadio Colovray, Nyon | 22 de abril de 2024 en Estadio Colovray, Nyon |

## Ruta de la Liga de Campeones de la UEFA

### Grupo A
| Equipo               | Pts | PJ | PG | PE | PP | GF | GC | Dif |
| -------------------- | --- | -- | -- | -- | -- | -- | -- | --- |
| Copenhague           | 13  | 6  | 4  | 1  | 1  | 18 | 7  | +11 |
| Bayern Múnich        | 12  | 6  | 4  | 0  | 2  | 11 | 7  | +4  |
| Galatasaray          | 6   | 6  | 2  | 0  | 4  | 5  | 17 | -12 |
| Manchester United FC | 4   | 6  | 1  | 1  | 4  | 5  | 8  | -3  |

| 20 de septiembre de 2023 | Galatasaray | 1:5 (0:3) | Copenhague                                                  | Recep Tayyip Erdoğan, Estambul, Turquía |                       |
| 11:00 (CEST)             | - Kasal 46' | Reporte   | - 19', 61' Chiakha - 37' Højlund - 38' Sahsah - 90+5' Szücs | Árbitro(s): Snir Levy                   | Árbitro(s): Snir Levy |

| 20 de septiembre de 2023 | Bayern Múnich            | 2:0 (1:0) | Manchester United FC | FC Bayern Campus, Múnich, Alemania |                            |
| 14:00 (CEST)             | - Ramsak 40' - Scott 80' | Reporte   |                      | Árbitro(s): Lothar D'hondt         | Árbitro(s): Lothar D'hondt |

| 3 de octubre de 2023 | Manchester United FC                    | 3:0 (0:0) | Galatasaray | Leigh Sports Village, Huddersfield, Inglaterra |                                  |
| 15:00 (CEST)         | - Forson 66' (pen.), 87' - Williams 75' | Reporte   |             | Árbitro(s): Sivert Øksnes Amland               | Árbitro(s): Sivert Øksnes Amland |

| 3 de octubre de 2023 | Copenhague                         | 3:2 (1:0) | Bayern Múnich                 | Tingbjerg Idrætspark, Copenhague, Dinamarca |                      |
| 16:00 (CEST)         | - Højlund 383' - Sahsah 49', 90+4' | Reporte   | - 85' Fernández - 90+3' Kouam | Árbitro(s): Tom Owen                        | Árbitro(s): Tom Owen |

| 24 de octubre de 2023 | Galatasaray                   | 2:1 (2:1) | Bayern Múnich | Recep Tayyip Erdoğan, Estambul, Turquía |                         |
| 11:00 (CEST)          | - Akman 3' (pen.) - Dilek 25' | Reporte   | - 28' Aznou   | Árbitro(s): David Šmajc                 | Árbitro(s): David Šmajc |

| 24 de octubre de 2023 | Manchester United FC | 0:1 (0:0) | Copenhague        | Leigh Sports Village, Huddersfield, Inglaterra |                          |
| 15:00 (CEST)          |                      | Reporte   | - 84' Tchicamboud | Árbitro(s): Rob Hennessy                       | Árbitro(s): Rob Hennessy |

| 8 de noviembre de 2023 | Bayern Múnich                 | 2:1 (1:0) | Galatasaray | FC Bayern Campus, Múnich, Alemania |                           |
| 16:00 (CET)            | - Pisano 33' - Demircan 90+4' | Reporte   | - 56' Akman | Árbitro(s): Adam Ladebäck          | Árbitro(s): Adam Ladebäck |

| 8 de noviembre de 2023 | Copenhague                         | 2:2 (1:2) | Manchester United FC          | Tingbjerg Idrætspark, Copenhague, Dinamarca |                                |
| 16:00 (CET)            | - Højlund 23' (pen.) - Chiakha 90' | Reporte   | - 11' Williams - 13' Wheatley | Árbitro(s): Damian Sylwestrzak              | Árbitro(s): Damian Sylwestrzak |

| 29 de noviembre de 2023 | Galatasaray     | 1:0 (1:0) | Manchester United FC | Recep Tayyip Erdoğan, Estambul, Turquía |                                |
| 11:00 (CET)             | - Demiroğlu 11' | Reporte   |                      | Árbitro(s): Robert Ian Jenkins          | Árbitro(s): Robert Ian Jenkins |

| 29 de noviembre de 2023 | Bayern Múnich       | 2:1 (0:0) | Copenhague    | FC Bayern Campus, Múnich, Alemania |                            |
| 16:00 (CET)             | - Demircan 70', 74' | Reporte   | - 47' Chiakha | Árbitro(s): Elchin Masiyev         | Árbitro(s): Elchin Masiyev |

| 12 de diciembre de 2023 | Manchester United FC | 0:2 (0:1) | Bayern Múnich               | Leigh Sports Village, Huddersfield, Inglaterra |                             |
| 15:00 (CET)             |                      | Reporte   | - 25' Fernández - 79' Scott | Árbitro(s): Vassilis Fotias                    | Árbitro(s): Vassilis Fotias |

| 12 de diciembre de 2023 | Copenhague                                                                    | 6:0 (3:0) | Galatasaray | Valby Idrætspark, Copenhague, Dinamarca |                             |
| 16:00 (CET)             | - Bidstrup 30' - Tchicamboud 33', 41' - Chiakha 53' - Németh 58' - Risnæs 77' | Reporte   |             | Árbitro(s): Jovan Kachevski             | Árbitro(s): Jovan Kachevski |

### Grupo B
| Equipo        | Pts | PJ | PG | PE | PP | GF | GC | Dif |
| ------------- | --- | -- | -- | -- | -- | -- | -- | --- |
| RC Lens       | 13  | 6  | 4  | 1  | 1  | 7  | 4  | +3  |
| Sevilla       | 9   | 6  | 2  | 3  | 1  | 6  | 5  | +1  |
| PSV Eindhoven | 7   | 6  | 2  | 1  | 3  | 7  | 8  | -1  |
| Arsenal FC    | 4   | 6  | 1  | 1  | 4  | 6  | 9  | -3  |

| 20 de septiembre de 2023 | Sevilla | 0:1 (0:1) | RC Lens     | Estadio Jesús Navas, Sevilla, España |                             |
| 14:00 (CEST)             |         | Reporte   | - 5' Herbin | Árbitro(s): Gustavo Correia          | Árbitro(s): Gustavo Correia |

| 20 de septiembre de 2023 | Arsenal FC    | 1:2 (1:1) | PSV Eindhoven                         | Meadow Park, Borehamwood, Inglaterra |                             |
| 14:00 (CEST)             | - Nwaneri 31' | Reporte   | - 42' (a.g.) Walters - 70' van Duiven | Árbitro(s): Andreas Argyrou          | Árbitro(s): Andreas Argyrou |

| 3 de octubre de 2023 | RC Lens                | 1:0 (1:0) | Arsenal FC | CTS La Gaillette, Avion, Francia |                             |
| 14:00 (CEST)         | - Sishuba 45+4' (pen.) | Reporte   |            | Árbitro(s): Jasper Vergoote      | Árbitro(s): Jasper Vergoote |

| 3 de octubre de 2023 | PSV Eindhoven           | 1:1 (0:1) | Sevilla                     | PSV Campus Herdgang, Eindhoven, Países Bajos |                                 |
| 16:00 (CEST)         | - van Duiven 61' (pen.) | Reporte   | - 40' (a.g.) van den Heuvel | Árbitro(s): Goga Kikacheishvili              | Árbitro(s): Goga Kikacheishvili |

| 24 de octubre de 2023 | Sevilla                   | 2:1 (2:0) | Arsenal FC      | Estadio Jesús Navas, Sevilla, España |                           |
| 14:00 (CEST)          | - Collado 12' - López 38' | Reporte   | - 83' Sagoe Jr. | Árbitro(s): Miloš Gigovic            | Árbitro(s): Miloš Gigovic |

| 24 de octubre de 2023 | RC Lens                    | 2:1 (1:1) | PSV Eindhoven | CTS La Gaillette, Avion, Francia |                               |
| 14:00 (CEST)          | - Sishuba 7' - Bermont 86' | Reporte   | - 30' Abed    | Árbitro(s): Mohammed Al-emara    | Árbitro(s): Mohammed Al-emara |

| 8 de noviembre de 2023 | Arsenal FC    | 1:1 (0:1) | Sevilla       | Meadow Park, Borehamwood, Inglaterra |                             |
| 14:00 (CET)            | - Walters 61' | Reporte   | - 13' Ignacio | Árbitra: Iuliana Demetrescu          | Árbitra: Iuliana Demetrescu |

| 8 de noviembre de 2023 | PSV Eindhoven           | 2:0 (2:0) | RC Lens | PSV Campus Herdgang, Eindhoven, Países Bajos |                              |
| 14:00 (CET)            | - Bars 15' - Uneken 44' | Reporte   |         | Árbitro(s): Ivana Projkovska                 | Árbitro(s): Ivana Projkovska |

| 29 de noviembre de 2023 | Sevilla   | 1:0 (1:0) | PSV Eindhoven | Estadio Jesús Navas, Sevilla, España |                          |
| 14:00 (CET)             | - Sow 17' | Reporte   |               | Árbitro(s): Martin Dohal             | Árbitro(s): Martin Dohal |

| 29 de noviembre de 2023 | Arsenal FC | 0:2 (0:0) | RC Lens                  | Meadow Park, Borehamwood, Inglaterra |                                   |
| 14:00 (CET)             |            | Reporte   | - 69' Fofana - 90' Lenne | Árbitro(s): Helgi Mikael Jónasson    | Árbitro(s): Helgi Mikael Jónasson |

| 12 de diciembre de 2023 | RC Lens      | 1:1 (1:0) | Sevilla        | CTS La Gaillette, Avion, Francia |                                 |
| 13:00 (CET)             | - Fofana 23' | Reporte   | - 68' Martínez | Árbitro(s): Matthew De Gabriele  | Árbitro(s): Matthew De Gabriele |

| 12 de diciembre de 2023 | PSV Eindhoven | 1:3 (1:1) | Arsenal FC                             | PSV Campus Herdgang, Eindhoven, Países Bajos |                         |
| 14:00 (CET)             | - Uneken 32'  | Reporte   | - 5', 68' Cozier-Duberry - 80' Nichols | Árbitro(s): Ante Čulina                      | Árbitro(s): Ante Čulina |

### Grupo C
| Equipo          | Pts | PJ | PG | PE | PP | GF | GC | Dif |
| --------------- | --- | -- | -- | -- | -- | -- | -- | --- |
| Real Madrid     | 14  | 6  | 4  | 2  | 0  | 14 | 1  | +13 |
| SC Braga        | 12  | 6  | 3  | 3  | 0  | 8  | 3  | +5  |
| Napoli          | 4   | 6  | 1  | 1  | 4  | 4  | 17 | -13 |
| FC Union Berlin | 3   | 6  | 1  | 0  | 5  | 6  | 11 | -5  |

| 20 de septiembre de 2023 | Real Madrid                    | 2:1 (0:1) | FC Union Berlin | Alfredo Di Stéfano, Madrid, España |                               |
| 14:00 (CEST)             | - de Llanos 55' - Palacios 76' | Reporte   | - 43' Friedrich | Árbitro(s): Mohammed Al-emara      | Árbitro(s): Mohammed Al-emara |

| 20 de septiembre de 2023 | SC Braga   | 1:0 (1:0) | Napoli | Cidade Desportiva, Braga, Portugal |                             |
| 15:00 (CEST)             | - Noro 10' | Reporte   |        | Árbitro(s): Amine Kourgheli        | Árbitro(s): Amine Kourgheli |

| 3 de octubre de 2023 | FC Union Berlin | 1:4 (1:3) | SC Braga                                          | Alte Försterei, Berlín, Alemania |                                 |
| 14:00 (CEST)         | - Kramer 10'    | Reporte   | - 16' Kelvin - 37' Fernandes - 44', 50' Gonçalves | Árbitro(s): Kyriakos Athanasiou  | Árbitro(s): Kyriakos Athanasiou |

| 3 de octubre de 2023 | Napoli | 0:4 (0:3) | Real Madrid                                           | Stadio Giuseppe Piccolo, Cercola, Italia |                                      |
| 14:00 (CEST)         |        | Reporte   | - 21' (pen.), 62' Gonzalo - 37' Ángel - 40' de Llanos | Árbitro(s): Jakob Alexander Sundberg     | Árbitro(s): Jakob Alexander Sundberg |

| 24 de octubre de 2023 | FC Union Berlin                                                 | 4:1 (1:1) | Napoli        | Alte Försterei, Berlín, Alemania |                        |
| 15:00 (CEST)          | - Schleinitz 8' - Friedrich 59' - Engelbreth 64' - Asanji 90+4' | Reporte   | - 1' Raggioli | Árbitro(s): Jan Petrik           | Árbitro(s): Jan Petrik |

| 24 de octubre de 2023 | SC Braga | 0:0     | Real Madrid | Cidade Desportiva, Braga, Portugal |                        |
| 16:00 (CEST)          |          | Reporte |             | Árbitro(s): Joey Kooij             | Árbitro(s): Joey Kooij |

| 8 de noviembre de 2023 | Napoli               | 1:0 (1:0) | FC Union Berlin | Stadio Giuseppe Piccolo, Cercola, Italia |                            |
| 11:00 (CET)            | - Lorusso 13' (pen.) | Reporte   |                 | Árbitro(s): Jasmin Sabotic               | Árbitro(s): Jasmin Sabotic |

| 8 de noviembre de 2023 | Real Madrid | 0:0     | SC Braga | Alfredo Di Stéfano, Madrid, España |                          |
| 16:00 (CET)            |             | Reporte |          | Árbitra: Ivana Martinčić           | Árbitra: Ivana Martinčić |

| 29 de noviembre de 2023 | SC Braga        | 1:0 (1:0) | FC Union Berlin | Cidade Desportiva, Braga, Portugal |                               |
| 15:00 (CET)             | - Gonçalves 31' | Reporte   |                 | Árbitro(s): Henrik Nalbandyan      | Árbitro(s): Henrik Nalbandyan |

| 29 de noviembre de 2023 | Real Madrid                                                                  | 6:0 (2:0) | Napoli | Alfredo Di Stéfano, Madrid, España |                                 |
| 16:00 (CET)             | - de Llanos 4', 64' - Palacios 45+1' - Bravo 67' - Yáñez 90+2' - Chema 90+4' | Reporte   |        | Árbitro(s): Sander Van Der Eijk    | Árbitro(s): Sander Van Der Eijk |

| 12 de diciembre de 2023 | FC Union Berlin | 0:2 (0:1) | Real Madrid     | Alte Försterei, Berlín, Alemania |                              |
| 13:00 (CET)             |                 | Reporte   | - 4', 61' Bravo | Árbitro(s): Joonas Jaanovits     | Árbitro(s): Joonas Jaanovits |

| 12 de diciembre de 2023 | Napoli                          | 2:2 (0:1) | SC Braga                      | Stadio Giuseppe Piccolo, Cercola, Italia |                              |
| 16:00 (CET)             | - Borriello 46' - Ballabile 73' | Reporte   | - 40' Gonçalves - 63' Furtado | Árbitro(s): Igor Stojchevski             | Árbitro(s): Igor Stojchevski |

### Grupo D
| Equipo            | Pts | PJ | PG | PE | PP | GF | GC | Dif |
| ----------------- | --- | -- | -- | -- | -- | -- | -- | --- |
| Red Bull Salzburg | 14  | 6  | 4  | 2  | 0  | 16 | 8  | +8  |
| Internazionale    | 7   | 6  | 1  | 4  | 1  | 9  | 9  | 0   |
| Benfica           | 6   | 6  | 1  | 3  | 2  | 8  | 10 | -2  |
| Real Sociedad     | 4   | 6  | 1  | 1  | 4  | 8  | 14 | -6  |

| 20 de septiembre de 2023 | Real Sociedad                     | 3:3 (1:2) | Internazionale                            | Instalaciones de Zubieta, San Sebastián, España |                               |
| 12:00 (CEST)             | - Orobengoa 11' - Martín 53', 90' | Reporte   | - 5' (pen.) Sarr - 7' Kamate - 64' Matjaž | Árbitro(s): Henrik Nalbandyan                   | Árbitro(s): Henrik Nalbandyan |

| 20 de septiembre de 2023 | Benfica      | 1:1 (0:0) | Red Bull Salzburg | Benfica Campus, Seixal, Portugal |                                |
| 14:00 (CEST)             | - Veloso 82' | Reporte   | - 87' Paumgartner | Árbitro(s): Viktor Kopiievskyi   | Árbitro(s): Viktor Kopiievskyi |

| 3 de octubre de 2023 | Internazionale   | 1:1 (1:0) | Benfica         | Youth Development Training, Milán, Italia |                                |
| 12:00 (CEST)         | - Berenbruch 11' | Reporte   | - 82' João Rego | Árbitro(s): Robert Ian Jenkins            | Árbitro(s): Robert Ian Jenkins |

| 3 de octubre de 2023 | Red Bull Salzburg                                                  | 5:2 (1:1) | Real Sociedad                     | Akademie Salzburg, Salzburgo, Austria |                                |
| 14:00 (CEST)         | - Daghim 12', 61' - Neumann 53' - Lukić 65' (pen.) - Crescenti 72' | Reporte   | - 26' Mariezkurrena - 56' Ramírez | Árbitro(s): Radoslav Gidzhenov        | Árbitro(s): Radoslav Gidzhenov |

| 24 de octubre de 2023 | Internazionale                  | 2:3 (0:2) | Red Bull Salzburg                         | Youth Development Training, Milán, Italia |                            |
| 14:00 (CEST)          | - Vedovati 74' - Spinacce 90+6' | Reporte   | - 26' Daghim - 40' Zeteny - 90+4' Atiabou | Árbitro(s): Edgars Maļcevs                | Árbitro(s): Edgars Maļcevs |

| 24 de octubre de 2023 | Benfica                       | 2:1 (1:1) | Real Sociedad | Benfica Campus, Seixal, Portugal |                                 |
| 16:00 (CEST)          | - Silva 25' - Rafael Luís 79' | Reporte   | - 20' Arruti  | Árbitro(s): Sander Van Der Eijk  | Árbitro(s): Sander Van Der Eijk |

| 8 de noviembre de 2023 | Real Sociedad              | 2:1 (2:1) | Benfica         | Instalaciones de Zubieta, San Sebastián, España |                             |
| 12:00 (CET)            | - Arenzana 5' - Otadui 14' | Reporte   | - 42' João Rego | Árbitro(s): Jasper Vergoote                     | Árbitro(s): Jasper Vergoote |

| 8 de noviembre de 2023 | Red Bull Salzburg | 1:1 (0:0) | Internazionale   | Akademie Salzburg, Salzburgo, Austria |                             |
| 14:30 (CET)            | - Sadeqi 76'      | Reporte   | - 81' Berenbruch | Árbitro(s): Miloš Milanović           | Árbitro(s): Miloš Milanović |

| 29 de noviembre de 2023 | Real Sociedad | 0:2 (0:2) | Red Bull Salzburg             | Instalaciones de Zubieta, San Sebastián, España |                            |
| 12:00 (CET)             |               | Reporte   | - 40' Sulzbacher - 45' Zeteny | Árbitro(s): Lothar D'hondt                      | Árbitro(s): Lothar D'hondt |

| 29 de noviembre de 2023 | Benfica          | 1:1 (0:0) | Internazionale | Benfica Campus, Seixal, Portugal |                             |
| 16:00 (CET)             | - Nuno Félix 51' | Reporte   | - 49' Quieto   | Árbitro(s): Andreas Argyrou      | Árbitro(s): Andreas Argyrou |

| 12 de diciembre de 2023 | Internazionale    | 1:0 (0:0) | Real Sociedad | Youth Development Training, Milán, Italia |                           |
| 12:00 (CET)             | - Sarr 64' (pen.) | Reporte   |               | Árbitro(s): Antoni Bandić                 | Árbitro(s): Antoni Bandić |

| 12 de diciembre de 2023 | Red Bull Salzburg                                                        | 4:2 (3:1) | Benfica                         | Akademie Salzburg, Salzburgo, Austria |                           |
| 14:30 (CET)             | - Spencer 4' (a.g.) - Daghim 13' - Verhounig 41' (pen.) - Sulzbacher 82' | Reporte   | - 22' Ivan Lima - 71' João Rego | Árbitro(s): Michal Ocenáš             | Árbitro(s): Michal Ocenáš |

### Grupo E
| Equipo          | Pts | PJ | PG | PE | PP | GF | GC | Dif |
| --------------- | --- | -- | -- | -- | -- | -- | -- | --- |
| Feyenoord       | 13  | 6  | 4  | 1  | 1  | 13 | 7  | +6  |
| Atlético Madrid | 12  | 6  | 4  | 0  | 2  | 10 | 3  | +7  |
| SS Lazio        | 5   | 6  | 1  | 2  | 3  | 5  | 10 | -5  |
| Celtic          | 4   | 6  | 1  | 1  | 4  | 5  | 13 | -8  |

| 19 de septiembre de 2023 | SS Lazio | 0:2 (0:0) | Atlético Madrid        | Stadio Comunale di Formello, Formello, Italia |                           |
| 14:00 (CEST)             |          | Reporte   | - 51', 65' Adrián Niño | Árbitro(s): Mikkel Redder                     | Árbitro(s): Mikkel Redder |

| 19 de septiembre de 2023 | Feyenoord                            | 3:0 (1:0) | Celtic | Sportcomplex Varkenoord, Róterdam, Países Bajos |                           |
| 15:00 (CEST)             | - Read 41' - Slory 47' - Milambo 57' | Reporte   |        | Árbitro(s): Antoni Bandić                       | Árbitro(s): Antoni Bandić |

| 4 de octubre de 2023 | Atlético Madrid          | 1:2 (1:0) | Feyenoord                               | CD Alcalá de Henares, Alcalá de Henares, España |                         |
| 14:00 (CEST)         | - Adrián Niño 43' (pen.) | Reporte   | - 68' (pen.) Milambo - 90' (pen.) Slory | Árbitro(s): Ante Čulina                         | Árbitro(s): Ante Čulina |

| 4 de octubre de 2023 | Celtic               | 1:1 (0:1) | SS Lazio        | Lesser Hampden, Glasgow, Escocia  |                                   |
| 15:00 (CEST)         | - Carse 90+2' (pen.) | Reporte   | - 41' Fernandes | Árbitro(s): Helgi Mikael Jónasson | Árbitro(s): Helgi Mikael Jónasson |

| 25 de octubre de 2023 | Feyenoord                    | 2:2 (1:0) | SS Lazio                      | Sportcomplex Varkenoord, Róterdam, Países Bajos |                              |
| 14:00 (CEST)          | - Giersthove 40' - Slory 55' | Reporte   | - 72' Napolitano - 86' Bordon | Árbitro(s): Joonas Jaanovits                    | Árbitro(s): Joonas Jaanovits |

| 25 de octubre de 2023 | Celtic | 0:2 (0:1) | Atlético Madrid         | Lesser Hampden, Glasgow, Escocia |                          |
| 15:00 (CEST)          |        | Reporte   | - 38' Muñoz - 83' Belid | Árbitro(s): Ondřej Berka         | Árbitro(s): Ondřej Berka |

| 7 de noviembre de 2023 | SS Lazio     | 1:3 (1:1) | Feyenoord                            | Stadio Comunale di Formello, Formello, Italia |                             |
| 14:00 (CET)            | - Bordon 25' | Reporte   | - 10' Sliti - 66' Groen - 90+3' Rust | Árbitro(s): Miguel Nogueira                   | Árbitro(s): Miguel Nogueira |

| 7 de noviembre de 2023 | Atlético Madrid                         | 4:0 (2:0) | Celtic | CD Alcalá de Henares, Alcalá de Henares, España |                             |
| 16:00 (CET)            | - Belid 16', 26', 63' - Adrián Niño 61' | Reporte   |        | Árbitro(s): Amine Kourgheli                     | Árbitro(s): Amine Kourgheli |

| 28 de noviembre de 2023 | SS Lazio | 0:2 (0:1) | Celtic                     | Stadio Comunale di Formello, Formello, Italia |                                      |
| 14:00 (CET)             |          | Reporte   | - 13' Kelly - 72' Davidson | Árbitro(s): Antoine Paul Chiaramonti          | Árbitro(s): Antoine Paul Chiaramonti |

| 28 de noviembre de 2023 | Feyenoord | 0:1 (0:0) | Atlético Madrid | Sportcomplex Varkenoord, Róterdam, Países Bajos |                             |
| 14:00 (CET)             |           | Reporte   | - 81' Luque     | Árbitro(s): Jasper Vergoote                     | Árbitro(s): Jasper Vergoote |

| 13 de diciembre de 2023 | Celtic                  | 2:3 (2:0) | Feyenoord                                   | Lesser Hampden, Glasgow, Escocia |                                  |
| 15:00 (CET)             | - Dobbie 7' - Kelly 32' | Reporte   | - 68' Sliti - 90' Kraaijeveld - 90+6' Groen | Árbitro(s): Mohammad Usman Aslam | Árbitro(s): Mohammad Usman Aslam |

| 13 de diciembre de 2023 | Atlético Madrid | 0:1 (0:1) | SS Lazio      | CD Alcalá de Henares, Alcalá de Henares, España |                             |
| 16:00 (CET)             |                 | Reporte   | - 15' Bigotti | Árbitro(s): Miloš Milanović                     | Árbitro(s): Miloš Milanović |

### Grupo F
| Equipo              | Pts | PJ | PG | PE | PP | GF | GC | Dif |
| ------------------- | --- | -- | -- | -- | -- | -- | -- | --- |
| AC Milan            | 12  | 6  | 4  | 0  | 2  | 14 | 8  | +6  |
| Borussia Dortmund   | 10  | 6  | 3  | 1  | 2  | 9  | 9  | 0   |
| Newcastle United FC | 7   | 6  | 2  | 1  | 3  | 8  | 11 | -3  |
| Paris Saint-Germain | 6   | 6  | 2  | 0  | 4  | 5  | 8  | -3  |

| 19 de septiembre de 2023 | AC Milan                                                   | 4:0 (3:0) | Newcastle United FC | Centro Sportivo Vismara, Milán, Italia |                          |
| 14:00 (CEST)             | - Traorè 16' - Camarda 20' (pen.), 26' - Zeroli 75' (pen.) | Reporte   |                     | Árbitro(s): Stefan Ebner               | Árbitro(s): Stefan Ebner |

| 19 de septiembre de 2023 | Paris Saint-Germain | 0:1 (0:1) | Borussia Dortmund | Stade Georges Lefèvre, Saint-Germain-en-Laye, Francia |                                 |
| 15:00 (CEST)             |                     | Reporte   | - 30' Rijkhoff    | Árbitro(s): Sander Van Der Eijk                       | Árbitro(s): Sander Van Der Eijk |

| 4 de octubre de 2023 | Borussia Dortmund | 1:2 (0:2) | AC Milan               | Dortmund Brackel Training Ground, Dortmund, Alemania |                         |
| 14:00 (CEST)         | - Brunner 90+2'   | Reporte   | - 16' Sia - 22' Zeroli | Árbitro(s): John Brooks                              | Árbitro(s): John Brooks |

| 4 de octubre de 2023 | Newcastle United FC | 0:1 (0:0) | Paris Saint-Germain | Gateshead International Stadium, Gateshead, Inglaterra |                                  |
| 16:00 (CEST)         |                     | Reporte   | - 90+1' Ardjani     | Árbitro(s): Mohammad Usman Aslam                       | Árbitro(s): Mohammad Usman Aslam |

| 25 de octubre de 2023 | Paris Saint-Germain | 1:0 (1:0) | AC Milan | Stade Georges Lefèvre, Saint-Germain-en-Laye, Francia |                              |
| 14:00 (CEST)          | - Mayulu 39'        | Reporte   |          | Árbitro(s): Alessandro Dudic                          | Árbitro(s): Alessandro Dudic |

| 25 de octubre de 2023 | Newcastle United FC | 1:2 (0:1) | Borussia Dortmund          | Gateshead International Stadium, Gateshead, Inglaterra |                            |
| 16:00 (CEST)          | - Neave 74'         | Reporte   | - 12' Rijkhoff - 53' Bamba | Árbitro(s): Oliver Reitala                             | Árbitro(s): Oliver Reitala |

| 7 de noviembre de 2023 | Borussia Dortmund             | 2:2 (2:0) | Newcastle United FC           | Dortmund Brackel Training Ground, Dortmund, Alemania |                                 |
| 14:00 (CET)            | - Campbell 10' - Rijkhoff 29' | Reporte   | - 78' Heffernan - 86' Huntley | Árbitro(s): Oleksii Derevinskyi                      | Árbitro(s): Oleksii Derevinskyi |

| 7 de noviembre de 2023 | AC Milan                              | 3:2 (2:1) | Paris Saint-Germain        | Centro Sportivo Vismara, Milán, Italia |                           |
| 14:00 (CET)            | - Nsiala 8' - Camarda 10' - Sia 90+4' | Reporte   | - 45+2' Nhaga - 66' Adonis | Árbitro(s): Miloš Savović              | Árbitro(s): Miloš Savović |

| 28 de noviembre de 2023 | Paris Saint-Germain | 1:2 (0:1) | Newcastle United FC        | Stade Georges Lefèvre, Saint-Germain-en-Laye, Francia |                           |
| 14:00 (CET)             | - Sangaré 85'       | Reporte   | - 11' Bailey - 88' Emerson | Árbitro(s): Bulat Sariyev                             | Árbitro(s): Bulat Sariyev |

| 28 de noviembre de 2023 | AC Milan                                 | 4:1 (4:1) | Borussia Dortmund | Centro Sportivo Vismara, Milán, Italia |                             |
| 14:30 (CET)             | - Zeroli 23' - Scotti 28', 31' - Sia 39' | Reporte   | - 4' Rijkhoff     | Árbitro(s): David Dickinson            | Árbitro(s): David Dickinson |

| 13 de diciembre de 2023 | Newcastle United FC                          | 3:1 (0:1) | AC Milan      | Whitley Park, Newcastle upon Tyne, Inglaterra |                        |
| 14:00 (CET)             | - Hernes 51' - Heffernan 55' - Parkinson 73' | Reporte   | - 8' Liberali | Árbitro(s): Jan Petrik                        | Árbitro(s): Jan Petrik |

| 13 de diciembre de 2023 | Borussia Dortmund            | 2:0 (1:0) | Paris Saint-Germain | Dortmund Brackel Training Ground, Dortmund, Alemania |                       |
| 16:00 (CET)             | - Bamba 12' - Onofrietti 77' | Reporte   |                     | Árbitro(s): Genc Nuza                                | Árbitro(s): Genc Nuza |

### Grupo G
| Equipo          | Pts | PJ | PG | PE | PP | GF | GC | Dif |
| --------------- | --- | -- | -- | -- | -- | -- | -- | --- |
| Manchester City | 14  | 6  | 4  | 2  | 0  | 17 | 6  | +11 |
| Leipzig         | 11  | 6  | 3  | 2  | 1  | 8  | 5  | +3  |
| Estrella Roja   | 4   | 6  | 1  | 1  | 4  | 8  | 13 | -5  |
| Young Boys      | 4   | 6  | 1  | 1  | 4  | 4  | 13 | -9  |

| 19 de septiembre de 2023 | Young Boys | 1:3 (1:1) | Leipzig                                | Stockhorn Arena, Thun, Suiza |                            |
| 14:30 (CEST)             | - Deme 40' | Reporte   | - 35', 47' (pen.) Eduardo - 77' Norbye | Árbitro(s): Edgars Maļcevs   | Árbitro(s): Edgars Maļcevs |

| 19 de septiembre de 2023 | Manchester City                                             | 5:2 (1:0) | Estrella Roja                | Manchester City Academy, Mánchester, Inglaterra |                          |
| 16:00 (CEST)             | - Lawrence 43', 47' - Dickson 50' - Taylor 55' - Heskey 81' | Reporte   | - 57' Mijatović - 78' Bubanj | Árbitro(s): Marek Radina                        | Árbitro(s): Marek Radina |

| 4 de octubre de 2023 | Leipzig       | 1:1 (0:0) | Manchester City   | Stadion am Cottaweg, Leipzig, Alemania |                             |
| 14:00 (CEST)         | - Eduardo 60' | Reporte   | - 71' (a.g.) Lenz | Árbitro(s): Miguel Nogueira            | Árbitro(s): Miguel Nogueira |

| 4 de octubre de 2023 | Estrella Roja                | 2:1 (0:0) | Young Boys  | Estadio Voždovac, Belgrado, Serbia |                                |
| 16:36 (CEST)         | - Gojkov 73' - Mijatović 86' | Reporte   | - 90' Parra | Árbitro(s): Dzmitry Dzmitryieu     | Árbitro(s): Dzmitry Dzmitryieu |

| 25 de octubre de 2023 | Young Boys | 0:4 (0:2) | Manchester City                                   | Stockhorn Arena, Thun, Suiza |                           |
| 14:30 (CEST)          |            | Reporte   | - 18', 33' Taylor - 64' (a.g.) Ademi - 69' Heskey | Árbitro(s): Daniyar Sakhi    | Árbitro(s): Daniyar Sakhi |

| 25 de octubre de 2023 | Leipzig                     | 2:1 (0:0) | Estrella Roja   | Stadion am Cottaweg, Leipzig, Alemania |                              |
| 15:30 (CEST)          | - Schierack 82' - Šarić 87' | Reporte   | - 47' Vukojević | Árbitro(s): Igor Stojchevski           | Árbitro(s): Igor Stojchevski |

| 7 de noviembre de 2023 | Manchester City                                      | 3:0 (3:0) | Young Boys | Manchester City Academy, Mánchester, Inglaterra |                                 |
| 14:00 (CET)            | - Heskey 9' (pen.) - Susoho 36' - Henderson-Hall 44' | Reporte   |            | Árbitro(s): Iwan Arwel Griffith                 | Árbitro(s): Iwan Arwel Griffith |

| 7 de noviembre de 2023 | Estrella Roja | 0:1 (0:0) | Leipzig       | Estadio Voždovac, Belgrado, Serbia |                           |
| 16:00 (CET)            |               | Reporte   | - 73' Eduardo | Árbitro(s): Dominik Stary          | Árbitro(s): Dominik Stary |

| 28 de noviembre de 2023 | Young Boys              | 2:1 (1:0) | Estrella Roja | Stockhorn Arena, Thun, Suiza |                            |
| 14:30 (CET)             | - Parra 18' - Lüthi 71' | Reporte   | - 86' Lečić   | Árbitro(s): Edgars Maļcevs   | Árbitro(s): Edgars Maļcevs |

| 28 de noviembre de 2023 | Manchester City         | 2:1 (0:1) | Leipzig              | Manchester City Academy, Mánchester, Inglaterra |                              |
| 16:00 (CET)             | - Taylor 63' - Adam 75' | Reporte   | - 40' (pen.) Eduardo | Árbitro(s): Alessandro Dudic                    | Árbitro(s): Alessandro Dudic |

| 13 de diciembre de 2023 | Leipzig | 0:0     | Young Boys | Stadion am Cottaweg, Leipzig, Alemania |                            |
| 13:00 (CET)             |         | Reporte |            | Árbitro(s): Oliver Reitala             | Árbitro(s): Oliver Reitala |

| 13 de diciembre de 2023 | Estrella Roja                  | 2:2 (2:1) | Manchester City                | Estadio Voždovac, Belgrado, Serbia |                             |
| 14:00 (CET)             | - Šljivić 20' - Maksimović 41' | Reporte   | - 36' Muir - 76' Alfa-Ruprecht | Árbitro(s): Sayat Karabayev        | Árbitro(s): Sayat Karabayev |

### Grupo H
| Equipo           | Pts | PJ | PG | PE | PP | GF | GC | Dif |
| ---------------- | --- | -- | -- | -- | -- | -- | -- | --- |
| Porto            | 15  | 6  | 5  | 0  | 1  | 17 | 5  | +12 |
| Barcelona        | 15  | 6  | 5  | 0  | 1  | 12 | 5  | +7  |
| Shakhtar Donetsk | 6   | 6  | 2  | 0  | 4  | 6  | 13 | -7  |
| Royal Antwerp FC | 0   | 6  | 0  | 0  | 6  | 5  | 17 | -12 |

| 19 de septiembre de 2023 | Shakhtar Donetsk   | 1:4 (0:3) | Porto                                            | Edmund-Plambeck-Stadion, Norderstedt, Alemania |                            |
| 13:00 (CEST)             | - Pushkaryov 90+3' | Reporte   | - 7', 32' Mora - 38' (pen.) Meireles - 54' Djaló | Árbitro(s): Jamie Robinson                     | Árbitro(s): Jamie Robinson |

| 19 de septiembre de 2023 | Barcelona                    | 2:1 (2:0) | Royal Antwerp FC | Estadio Johan Cruyff, Sant Joan Despí, España |                             |
| 16:00 (CEST)             | - Olmedo 22' - Rodríguez 29' | Reporte   | - 73' Godelaine  | Árbitro(s): Ishmael Barbara                   | Árbitro(s): Ishmael Barbara |

| 4 de octubre de 2023 | Royal Antwerp FC | 1:2 (1:1) | Shakhtar Donetsk                         | Estadio Herman Vanderpoorten, Lier, Bélgica |                          |
| 12:00 (CEST)         | - Delaporte 14'  | Reporte   | - 18' (pen.) Hlushchenko - 73' Demchenko | Árbitro(s): Roman Jitari                    | Árbitro(s): Roman Jitari |

| 4 de octubre de 2023 | Porto | 0:2 (0:0) | Barcelona                | Estádio Jorge Sampaio, Pedroso, Portugal |                           |
| 16:00 (CEST)         |       | Reporte   | - 80' Guiu - 87' Alarcón | Árbitro(s): Miloš Gigovic                | Árbitro(s): Miloš Gigovic |

| 25 de octubre de 2023 | Barcelona                     | 2:0 (1:0) | Shakhtar Donetsk | Estadio Johan Cruyff, Sant Joan Despí, España |                               |
| 14:00 (CEST)          | - Darvich 15' - Hernández 85' | Reporte   |                  | Árbitro(s): Menelaos Antoniou                 | Árbitro(s): Menelaos Antoniou |

| 25 de octubre de 2023 | Royal Antwerp FC  | 1:4 (0:2) | Porto                                        | Estadio Herman Vanderpoorten, Lier, Bélgica |                       |
| 14:00 (CEST)          | - Vandeplas 90+4' | Reporte   | - 6', 18' Candé - 67' Oliveira - 81' Martins | Árbitro(s): Genc Nuza                       | Árbitro(s): Genc Nuza |

| 7 de noviembre de 2023 | Shakhtar Donetsk | 0:3 (0:1) | Barcelona                                   | Edmund-Plambeck-Stadion, Norderstedt, Alemania |                           |
| 12:00 (CET)            |                  | Reporte   | - 16' Calderó - 58' Rodríguez - 62' Navarro | Árbitro(s): Bulat Sariyev                      | Árbitro(s): Bulat Sariyev |

| 7 de noviembre de 2023 | Porto                              | 3:1 (3:0) | Royal Antwerp FC | Estádio Jorge Sampaio, Pedroso, Portugal |                             |
| 15:30 (CET)            | - Sousa 14' - Candé 20' - Mora 24' | Reporte   | - 79' Vandeplas  | Árbitro(s): Andreas Argyrou              | Árbitro(s): Andreas Argyrou |

| 28 de noviembre de 2023 | Shakhtar Donetsk                                  | 3:1 (1:0) | Royal Antwerp FC | Edmund-Plambeck-Stadion, Norderstedt, Alemania |                          |
| 12:00 (CET)             | - Yushchenko 7' - Elmazhad 69' (a.g.) - Savin 83' | Reporte   | - 60' Vandeplas  | Árbitro(s): Rob Hennessy                       | Árbitro(s): Rob Hennessy |

| 28 de noviembre de 2023 | Barcelona | 0:4 (0:1) | Porto                                             | Estadio Johan Cruyff, Sant Joan Despí, España |                          |
| 16:00 (CET)             |           | Reporte   | - 23' Mora - 59' Sousa - 73' Meireles - 79' Candé | Árbitro(s): Roman Jitari                      | Árbitro(s): Roman Jitari |

| 13 de diciembre de 2023 | Royal Antwerp FC | 0:3 (0:2) | Barcelona                                    | Estadio Herman Vanderpoorten, Lier, Bélgica |                        |
| 14:00 (CET)             |                  | Reporte   | - 17' Alba - 25' Rodríguez - 90+4' Hernández | Árbitro(s): Ivo Torres                      | Árbitro(s): Ivo Torres |

| 13 de diciembre de 2023 | Porto                  | 2:0 (0:0) | Shakhtar Donetsk | Estádio Jorge Sampaio, Pedroso, Portugal |                          |
| 15:30 (CET)             | - Candé 47' - Mora 62' | Reporte   |                  | Árbitro(s): Marek Radina                 | Árbitro(s): Marek Radina |

## Ruta de los Campeones Nacionales

### Primera ronda
| Lech Poznań           | 1 – 1 (2-4 p.) | FC Nantes              | 1 – 1  | 0 – 0     |
| Pafos FC              | 0 – 6          | MŠK Žilina             | 0 – 1  | 0 – 5     |
| FC Rukh Lviv          | 4 – 2          | FK Sarajevo            | 1 – 1  | 3 – 1     |
| AC Sparta Praga       | 1 – 1 (w/o)    | Maccabi Haifa          | 1 – 1  | Cancelado |
| AZ                    | 14 – 0         | Klaipėdos FM           | 12 – 0 | 2 – 0     |
| Malmö FF              | 3 – 5          | HJK Helsinki           | 1 – 4  | 2 – 1     |
| Molde                 | 5 – 4          | Hamilton Academical FC | 3 – 0  | 2 – 4     |
| FC Famalicão          | 2 – 2 (6-7 p.) | FC Midtjylland         | 2 – 2  | 0 – 0     |
| FC Turan              | 0 – 6          | FC Sheriff Tiraspol    | 0 – 1  | 0 – 5     |
| Universitatea Craiova | 0 – 5          | Partizán de Belgrado   | 0 – 1  | 0 – 4     |
| Olympiakos FC         | 6 – 2          | US Lecce               | 3 – 1  | 3 – 1     |
| FK Dinamo Minsk       | 2 – 1          | PFC Ludogorets Razgrad | 0 – 1  | 2 – 0     |
| NK Maribor            | 1 – 3          | Mainz 05               | 0 – 2  | 1 – 1     |
| Gent                  | 0 – 3          | FC Basilea             | 0 – 1  | 0 – 2     |
| Dinamo Zagreb         | 5 – 2          | İstanbul Başakşehir FK | 2 – 1  | 3 – 1     |
| Qäbälä                | 2 – 1          | Puskás Akadémia FC     | 1 – 1  | 1 – 0     |

#### Lech Poznań vs FC Nantes
| 4 de octubre de 2023 | Lech Poznań     | 1:1 (1:0) | FC Nantes   | Stadion Amica, Wronki, Polonia |                           |
| 14:00 (CEST)         | - Pacławski 35' | Reporte   | - 68' Toure | Árbitro(s): Erkan Özdamar      | Árbitro(s): Erkan Özdamar |

| 25 de octubre de 2023 | FC Nantes                             | 0:0 (4:2 p.)(Global 1:1)   | Lech Poznań                                 | Stade Marcel-Saupin, Nantes, Francia |                            |
| 17:00 (CEST)          |                                       | Reporte                    |                                             | Árbitro(s): Jamie Robinson           | Árbitro(s): Jamie Robinson |
|                       |                                       | Tiros desde el punto penal |                                             |                                      |                            |
|                       | - Assoumani - Zézé - David - Meupiyou |                            | - Olejnik - Gurgul - Tomaszewski - Juszczyk |                                      |                            |

#### Pafos FC vs MŠK Žilina
| 4 de octubre de 2023 | Pafos FC | 0:1 (0:1) | MŠK Žilina | Estadio Pafiako, Paphos, Chipre |                        |
| 15:00 (CEST)         |          | Reporte   | - 2' Šamaj | Árbitro(s): Jan Petrik          | Árbitro(s): Jan Petrik |

| 25 de octubre de 2023 | MŠK Žilina                                                        | 5:0 (1:0) (Global 6:0) | Pafos FC | Štadión pod Dubňom, Žilina, Eslovaquia |                          |
| 16:30 (CEST)          | - Vaľko 45' (pen.), 88' - Atanasijević 52' - Šimun 74' - Kóša 81' | Reporte                |          | Árbitro(s): Luka Bilbija               | Árbitro(s): Luka Bilbija |

#### FC Rukh Lviv vs FK Sarajevo
| 4 de octubre de 2023 | FC Rukh Lviv        | 1:1 (0:1) | FK Sarajevo    | Podkarpackie Centrum Piłki Nożnej, Stalowa Wola, Polonia |                              |
| 14:00 (CEST)         | - Kitela 66' (pen.) | Reporte   | - 23' Nurković | Árbitro(s): Joonas Jaanovits                             | Árbitro(s): Joonas Jaanovits |

| 25 de octubre de 2023 | FK Sarajevo  | 1:3 (1:1) (Global 2:4) | FC Rukh Lviv                             | Estadio Asim Ferhatović Hase, Sarajevo, Bosnia y Herzegovina |                                    |
| 18:00 (CEST)          | - Bezdrob 4' | Reporte                | - 24' Panchenko - 65' Kvas - 84' Pastukh | Árbitro(s): Marian Alexandru Barbu                           | Árbitro(s): Marian Alexandru Barbu |

#### AC Sparta Praga vs Maccabi Haifa
| 4 de octubre de 2023 | AC Sparta Praga | 1:1 (0:1) | Maccabi Haifa | Loko Vltavín, Praga, República Checa |                          |
| 15:00 (CEST)         | - Lilling 90+6' | Reporte   | - 42' Dahan   | Árbitro(s): Martin Dohal             | Árbitro(s): Martin Dohal |

| 25 de octubre de 2023 | Maccabi Haifa | w/o     | AC Sparta Praga | Estadio Sammy Ofer, Haifa, Israel |  |
| 16:00 (CEST)          |               | Reporte |                 |                                   |  |

#### AZ vs Klaipėdos FM
| 3 de octubre de 2023 | AZ | 12:0 (7:0) | Klaipėdos FM | AZ Training Centre, Wijdewormer, Países Bajos |                               |
| 17:00 (CEST)         | - Daal 11' (pen.) - Smit 22' - Schouten 36' - Hartog 37', 69', 76' - van den Ban 40', 44' - Kwakman 42' - Smits 50', 58' - Oerip 90' | Reporte    |              | Árbitro(s): Mervan Bejtullahu                 | Árbitro(s): Mervan Bejtullahu |

| 15 de octubre de 2023 | Klaipėdos FM | 0:2 (0:1) (Global 0:14) | AZ                         | Klaipėda Central Stadium, Klaipėda, Lituania |                             |
| 17:30 (CEST)          |              | Reporte                 | - 13' Bouziane - 73' Smits | Árbitro(s): Andreas Argyrou                  | Árbitro(s): Andreas Argyrou |

#### Malmö FF vs HJK Helsinki
| 4 de octubre de 2023 | Malmö FF          | 1:4 (0:3) | HJK Helsinki                                                      | Nuevo Estadio de Malmö, Malmö, Suecia |                          |
| 18:45 (CEST)         | - Tempelaar 90+5' | Reporte   | - 2' (a.g.) Makolli - 40' Möller - 43' (pen.) Ezeh - 47' Vuorinen | Árbitro(s): Rob Hennessy              | Árbitro(s): Rob Hennessy |

| 25 de octubre de 2023 | HJK Helsinki | 1:2 (0:2) (Global 5:3) | Malmö FF         | Bolt Arena, Helsinki, Finlandia   |                                   |
| 18:00 (CEST)          | - Ezeh 71'   | Reporte                | - 18', 24' Ghita | Árbitro(s): Helgi Mikael Jónasson | Árbitro(s): Helgi Mikael Jónasson |

#### Molde vs Hamilton Academical FC
| 3 de octubre de 2023 | Molde                                              | 3:0 (1:0) | Hamilton Academical FC | Aker Stadion, Molde, Noruega       |                                    |
| 11:00 (CEST)         | - Juberg-Hovland 35' - Myklebust 62' - Ødegård 68' | Reporte   |                        | Árbitro(s): Marian Alexandru Barbu | Árbitro(s): Marian Alexandru Barbu |

| 24 de octubre de 2023 | Hamilton Academical FC                            | 4:2 (2:1) (Global 4:5) | Molde                        | New Douglas Park, Hamilton, Escocia |                         |
| 20:00 (CEST)          | - Black 40' (pen.), 44', 64' (pen.) - Meechan 50' | Reporte                | - 13' Nyheim - 74' Myklebust | Árbitro(s): Ante Čulina             | Árbitro(s): Ante Čulina |

#### FC Famalicão vs FC Midtjylland
| 4 de octubre de 2023 | FC Famalicão               | 2:2 (2:0) | FC Midtjylland                | Estadio Municipal 22 de Junio, Vila Nova de Famalicão, Portugal |                      |
| 16:00 (CEST)         | - Pablo 32' - Oliveira 34' | Reporte   | - 72' Hansen - 82' Lindekilde | Árbitro(s): Portugal                                            | Árbitro(s): Portugal |

| 25 de octubre de 2023 | FC Midtjylland                                                                        | 0:0 (7:6 p.)(Global 2:2)   | FC Famalicão                                                                               | MCH Arena, Herning, Dinamarca |                          |
| 14:00 (CEST)          |                                                                                       | Reporte                    |                                                                                            | Árbitro(s): Roman Jitari      | Árbitro(s): Roman Jitari |
|                       |                                                                                       | Tiros desde el punto penal |                                                                                            |                               |                          |
|                       | - Voldby - Hansen - Kristjánsson - Bjerge - Melin - Johannesen - Andersen - Jørgensen |                            | - H. Oliveira - Yukutomo - Ribeiro - R. Almeida - D. Oliveira - Silva - M. Almeida - Costa |                               |                          |

#### FC Turan vs FC Sheriff Tiraspol
| 4 de octubre de 2023 | FC Turan | 0:1 (0:0) | FC Sheriff Tiraspol | Namys Stadium, Shymkent, Kazajistán |                           |
| 17:00 (CEST)         |          | Reporte   | - 76' Pleşca        | Árbitro(s): Jérémy Muller           | Árbitro(s): Jérémy Muller |

| 25 de octubre de 2023 | FC Sheriff Tiraspol                                                                | 5:0 (1:0) (Global 6:0) | FC Turan | Estadio Sheriff, Tiráspol, Moldavia  |                                      |
| 14:00 (CEST)          | - Covalschi 22' - Dijinari 69' - Greşciuc 73' - Sandeţchi 75' - Hagiu 90+3' (pen.) | Reporte                |          | Árbitro(s): Jakob Alexander Sundberg | Árbitro(s): Jakob Alexander Sundberg |

#### Universitatea Craiova vs Partizán de Belgrado
| 4 de octubre de 2023 | Universitatea Craiova | 0:1 (0:1) | Partizán de Belgrado | Estadio Ion Oblemenco, Craiova, Rumania |                       |
| 18:00 (CEST)         |                       | Reporte   | - 15' Jovanović      | Árbitro(s): Ion Orlic                   | Árbitro(s): Ion Orlic |

| 25 de octubre de 2023 | Partizán de Belgrado                                      | 4:0 (1:0) (Global 5:0) | Universitatea Craiova | Estadio Partizán, Belgrado, Serbia |                                |
| 18:00 (CEST)          | - Mirčetić 8' - Ugresić 52' - Petrović 62' - Janković 76' | Reporte                |                       | Árbitro(s): Radoslav Gidzhenov     | Árbitro(s): Radoslav Gidzhenov |

#### Olympiakos FC vs US Lecce
| 4 de octubre de 2023 | Olympiakos FC                                            | 3:1 (1:0) | US Lecce       | Olympiacos FC Training Centre, Atenas, Grecia |                           |
| 16:00 (CEST)         | - Papakanellos 20' - Ch. Kostoulas 71' - Pnevmonidis 86' | Reporte   | - 61' Pașcalău | Árbitro(s): Bulat Sariyev                     | Árbitro(s): Bulat Sariyev |

| 25 de octubre de 2023 | US Lecce   | 1:3 (0:2) (Global 2:6) | Olympiakos FC                                                 | Estadio Via del Mare, Lecce, Italia |                           |
| 20:30 (CEST)          | - Helm 60' | Reporte                | - 7' (pen.) Mouzakitis - 19' K. Kostoulas - 75' Ch. Kostoulas | Árbitro(s): Miloš Savović           | Árbitro(s): Miloš Savović |

#### FK Dinamo Minsk vs PFC Ludogorets Razgrad
| 4 de octubre de 2023 | FK Dinamo Minsk | 0:1 (0:0) | PFC Ludogorets Razgrad | Ludogorets Arena, Razgrad, Bulgaria  |                                      |
| 17:00 (CEST)         |                 | Reporte   | - 90' Todorov          | Árbitro(s): Antoine Paul Chiaramonti | Árbitro(s): Antoine Paul Chiaramonti |

| 8 de octubre de 2023 | PFC Ludogorets Razgrad | 0:2 (0:1) (Global 1:2) | FK Dinamo Minsk                       | Ludogorets Arena, Razgrad, Bulgaria |                              |
| 17:00 (CEST)         |                        | Reporte                | - 12' Melnichenka - 67' (pen.) Budzko | Árbitro(s): Igor Stojchevski        | Árbitro(s): Igor Stojchevski |

#### NK Maribor vs Mainz 05
| 4 de octubre de 2023 | NK Maribor | 0:2 (0:1) | Mainz 05                    | Estadio Ljudski vrt, Maribor, Eslovenia |                            |
| 18:00 (CEST)         |            | Reporte   | - 27' Wiesnet - 70' Dardari | Árbitro(s): Oliver Reitala              | Árbitro(s): Oliver Reitala |

| 25 de octubre de 2023 | Mainz 05      | 1:1 (0:1) (Global 3:1) | NK Maribor    | Stadion am Bruchweg, Maguncia, Alemania |                             |
| 18:30 (CEST)          | - Kalemba 48' | Reporte                | - 28' Dukarić | Árbitro(s): Miloš Milanović             | Árbitro(s): Miloš Milanović |

#### Gent vs FC Basilea
| 4 de octubre de 2023 | Gent | 0:1 (0:1) | FC Basilea     | PGB Stadion, Gante, Bélgica |                       |
| 19:00 (CEST)         |      | Reporte   | - 2' Onyegbule | Árbitro(s): Genc Nuza       | Árbitro(s): Genc Nuza |

| 25 de octubre de 2023 | FC Basilea               | 2:0 (2:0) (Global 3:0) | Gent | St. Jakob-Park, Basilea, Suiza |                           |
| 19:00 (CEST)          | - Avdullahu 16' - Zé 36' | Reporte                |      | Árbitro(s): Erkan Özdamar      | Árbitro(s): Erkan Özdamar |

#### Dinamo Zagreb vs İstanbul Başakşehir FK
| 4 de octubre de 2023 | Dinamo Zagreb            | 2:1 (0:0) | İstanbul Başakşehir FK | Estadio Maksimir, Zagreb, Croacia |                             |
| 14:00 (CEST)         | - Graonić 54' - Čaić 82' | Reporte   | - 74' Güreler          | Árbitro(s): Jovan Kachevski       | Árbitro(s): Jovan Kachevski |

| 25 de octubre de 2023 | İstanbul Başakşehir FK | 1:3 (0:1) (Global 2:5) | Dinamo Zagreb                    | Esenler Stadium, Estambul, Turquía |                          |
| 13:00 (CEST)          | - Halidi 66'           | Reporte                | - 32', 53' Košćević - 89' Miljak | Árbitro(s): Martin Dohal           | Árbitro(s): Martin Dohal |

#### Qäbälä vs Puskás Akadémia FC
| 4 de octubre de 2023 | Qäbälä           | 1:1 (1:1) | Puskás Akadémia FC   | Gabala City Stadium, Qabala, Azerbaiyán |                             |
| 14:00 (CEST)         | - Shahniyarov 8' | Reporte   | - 36' (pen.) Umathum | Árbitro(s): Sayat Karabayev             | Árbitro(s): Sayat Karabayev |

| 25 de octubre de 2023 | Puskás Akadémia FC | 0:1 (0:0) (Global 1:2) | Qäbälä          | Pancho Arena, Felcsút, Hungría   |                                  |
| 16:30 (CEST)          |                    | Reporte                | - 56' Bakhishov | Árbitro(s): Mohammad Usman Aslam | Árbitro(s): Mohammad Usman Aslam |

### Segunda ronda
| FC Rukh Lviv        | 1 – 4          | FC Midtjylland       | 0 – 4 | 1 – 0 |
| FC Nantes           | 1 – 1 (4-3 p.) | HJK Helsinki         | 1 – 0 | 0 – 1 |
| Molde               | 3 – 6          | AZ                   | 3 – 4 | 0 – 2 |
| AC Sparta Praga     | 6 – 6 (2-4 p.) | MŠK Žilina           | 2 – 2 | 4 – 4 |
| FC Basilea          | 2 – 0          | Dinamo Zagreb        | 2 – 0 | 0 – 0 |
| Qäbälä              | 0 – 7          | Olympiakos FC        | 0 – 3 | 0 – 4 |
| Mainz 05            | 3 – 2          | FK Dinamo Minsk      | 1 – 1 | 2 – 1 |
| FC Sheriff Tiraspol | 4 – 5          | Partizán de Belgrado | 2 – 0 | 2 – 5 |

#### FC Rukh Lviv vs FC Midtjylland
| 8 de noviembre de 2023 | FC Rukh Lviv | 0:4 (0:1) | FC Midtjylland                                                      | Podkarpackie Centrum Piłki Nożnej, Stalowa Wola, Polonia |                            |
| 14:00 (CET)            |              | Reporte   | - 17' Krüger-Johnsen - 57', 71' (pen.) Iheanacho - 87' Kristjánsson | Árbitro(s): Patrik Kolarić                               | Árbitro(s): Patrik Kolarić |

| 29 de noviembre de 2023 | FC Midtjylland | 0:1 (0:0) (Global 4:1) | FC Rukh Lviv   | Ikast Stadium, Ikast, Dinamarca |                         |
| 14:00 (CET)             |                | Reporte                | - 90+2' Kholod | Árbitro(s): Tomas Klima         | Árbitro(s): Tomas Klima |

#### FC Nantes vs HJK Helsinki
| 8 de noviembre de 2023 | FC Nantes         | 1:0 (1:0) | HJK Helsinki | Estadio de la Beaujoire, Nantes, Francia |                             |
| 19:00 (CET)            | - Zézé 18' (pen.) | Reporte   |              | Árbitro(s): Ishmael Barbara              | Árbitro(s): Ishmael Barbara |

| 22 de noviembre de 2023 | HJK Helsinki                                  | 1:0 (0:0) (3:4 p.)(Global 1:1) | FC Nantes                               | Bolt Arena, Töölö, Finlandia |                          |
| 17:30 (CET)             | - Ezeh 74'                                    | Reporte                        |                                         | Árbitro(s): Stefan Ebner     | Árbitro(s): Stefan Ebner |
|                         |                                               | Tiros desde el punto penal     |                                         |                              |                          |
|                         | - Ezeh - Baranov - Möller - Ritari - Simojoki |                                | - Zézé - Appuah - David - Mongo - Toure |                              |                          |

#### Molde vs AZ
| 7 de noviembre de 2023 | Molde                                           | 3:4 (0:2) | AZ                                                     | Aker Stadion, Molde, Noruega       |                                    |
| 17:00 (CET)            | - Nyheim 47' (pen.), 49' - Ødegård 90+4' (pen.) | Reporte   | - 20' Dekkers - 25' Addai - 57' van den Ban - 73' Daal | Árbitro(s): Vitālijs Spasjoņņikovs | Árbitro(s): Vitālijs Spasjoņņikovs |

| 28 de noviembre de 2023 | AZ                        | 2:0 (1:0) (Global 6:3) | Molde | AZ Training Centre, Wijdewormer, Países Bajos |                                |
| 17:00 (CET)             | - Dijkstra 13' - Smit 77' | Reporte                |       | Árbitro(s): Viktor Kopiievskyi                | Árbitro(s): Viktor Kopiievskyi |

#### AC Sparta Praga vs MŠK Žilina
| 8 de noviembre de 2023 | AC Sparta Praga                 | 2:2 (1:1) | MŠK Žilina             | Loko Vltavín, Praga, República Checa |                                    |
| 13:00 (CET)            | - Říha 36' - Lilling 82' (pen.) | Reporte   | - 30' Sauer - 59' Kóša | Árbitro(s): Jóhan Hendrik Ellefsen   | Árbitro(s): Jóhan Hendrik Ellefsen |

| 29 de noviembre de 2023 | MŠK Žilina                                   | 4:4 (1:1) (4:2 p.)(Global 6:6) | AC Sparta Praga                                | Štadión pod Dubňom, Žilina, Eslovaquia |                                      |
| 16:30 (CET)             | - Vaľko 12', 59' - Sauer 77' - Beňadik 90+3' | Reporte                        | - 32' Stárek - 70' Říha - 71' Hranoš - 78' Rus | Árbitro(s): Jakob Alexander Sundberg   | Árbitro(s): Jakob Alexander Sundberg |
|                         |                                              | Tiros desde el punto penal     |                                                |                                        |                                      |
|                         | - Vaľko - Hranica - Šamaj - Sauer            |                                | - Hranoš - Vaněk - Lilling - Saal              |                                        |                                      |

## Play-offs
Los ocho ganadores de la segunda ronda de la Ruta de Campeones Nacionales se enfrentan a los ocho segundos de grupo de la Ruta de la Liga de Campeones de la UEFA, y los equipos de la Ruta de Campeones Nacionales fueron los anfitriones del partido. Los equipos de la misma asociación no podrán enfrentarse entre sí.
El sorteo se llevó a cabo el 19 de diciembre de 2023 en la sede de la UEFA en Nyon. Los play-offs se jugarán a un partido los días 6 y 7 de febrero de 2024.
| Equipo 1             | Resultado      | Equipo 2          |
| -------------------- | -------------- | ----------------- |
| FC Basilea           | 0 – 2          | Bayern Múnich     |
| Partizán de Belgrado | 0 – 2          | SC Braga          |
| Olympiakos FC        | 0 – 0 (6–5 p.) | Internazionale    |
| MŠK Žilina           | 2 – 1          | Borussia Dortmund |
| FC Nantes            | 3 – 3 (3–2 p.) | Sevilla           |
| Mainz 05             | 2 – 2 (6–5 p.) | Barcelona         |
| FC Midtjylland       | 1 – 1 (2–4 p.) | Leipzig           |
| AZ                   | 1 – 0          | Atlético Madrid   |

#### FC Basilea vs Bayern Múnich
| 7 de febrero de 2024 | FC Basilea | 0:2 (0:1) | Bayern Múnich         | Leichtathletik Stadion St. Jakob, Basilea, Suiza |                         |
| 18:00 (CET)          |            | Reporte   | - 31', 90+4' Zvonarek | Árbitro(s): Ante Čulina                          | Árbitro(s): Ante Čulina |

#### Partizán de Belgrado vs SC Braga
| 7 de febrero de 2024 | Partizán de Belgrado | 0:2 (0:0) | SC Braga                       | Estadio Partizán, Belgrado, Serbia |                            |
| 15:00 (CET)          |                      | Reporte   | - 64' Fernandes - 90+1' Duarte | Árbitro(s): Lothar D'hondt         | Árbitro(s): Lothar D'hondt |

#### Olympiakos FC vs Internazionale
| 7 de febrero de 2024 | Olympiakos FC                                                                    | 0:0 (6:5 p.)               | Internazionale                                           | Estadio Georgios Karaiskakis, El Pireo, Grecia |                             |
| 14:00 (CET)          |                                                                                  | Reporte                    |                                                          | Árbitro(s): Miguel Nogueira                    | Árbitro(s): Miguel Nogueira |
|                      |                                                                                  | Tiros desde el punto penal |                                                          |                                                |                             |
|                      | - Mouzakitis - Bakoulas - Ch. Kostoulas - Liatsikouras - Tanoulis - K. Kostoulas |                            | - Stanković - Di Maggio - Owusu - Stante - Sarr - Cocchi |                                                |                             |

#### MŠK Žilina vs Borussia Dortmund
| 7 de febrero de 2024 | MŠK Žilina                 | 2:1 (0:1) | Borussia Dortmund | Štadión pod Dubňom, Žilina, Eslovaquia |                              |
| 16:30 (CET)          | - Vaľko 48' - Pekelský 89' | Reporte   | - 45' Brunner     | Árbitro(s): Joonas Jaanovits           | Árbitro(s): Joonas Jaanovits |

#### FC Nantes vs Sevilla
| 7 de febrero de 2024 | FC Nantes                                 | 3:3 (0:0) (3:2 p.)         | Sevilla                                                 | Estadio de la Beaujoire, Nantes, Francia |                            |
| 19:00 (CET)          | - Martínez 51' (a.g.) - Mafoumbi 63', 66' | Reporte                    | - 69' Salguero - 75' (a.g.) Dugard - 78' (pen.) Collado | Árbitro(s): Oliver Reitala               | Árbitro(s): Oliver Reitala |
|                      |                                           | Tiros desde el punto penal |                                                         |                                          |                            |
|                      | - Toure - Mongo - Assoumani - Gomes       |                            | - Collado - Jalade - Sow - López - Martínez             |                                          |                            |

#### Mainz 05 vs Barcelona
| 6 de febrero de 2024 | Mainz 05                                                     | 2:2 (1:1) (6:5 p.)         | Barcelona                                                            | Stadion am Bruchweg, Maguncia, Alemania |                           |
| 18:00 (CET)          | - Gleiber 25' - Schulz 74'                                   | Reporte                    | - 34' Darvich - 48' Rodríguez                                        | Árbitro(s): Mikkel Redder               | Árbitro(s): Mikkel Redder |
|                      |                                                              | Tiros desde el punto penal |                                                                      |                                         |                           |
|                      | - Schulz - Dal - Dardari - Amann - Gleiber - Kalemba - Toure |                            | - Navarro - Fariñas - Rodríguez - Bernal - Hernández - Gistau - Prim |                                         |                           |

#### FC Midtjylland vs Leipzig
| 6 de febrero de 2024 | FC Midtjylland                                   | 1:1 (1:0) (2:4 p.)         | Leipzig                                 | MCH Arena, Herning, Dinamarca |                           |
| 14:00 (CET)          | - Krüger-Johnsen 13'                             | Reporte                    | - 90+5' Norbye                          | Árbitro(s): Antoni Bandić     | Árbitro(s): Antoni Bandić |
|                      |                                                  | Tiros desde el punto penal |                                         |                               |                           |
|                      | - Bjerge - Johannesen - Kristjánsson - Jørgensen |                            | - Kühnhardt - Damala - Schößler - Osawe |                               |                           |

#### AZ vs Atlético Madrid
| 7 de febrero de 2024 | AZ                | 1:0 (1:0) | Atlético Madrid | AZ Training Centre, Wijdewormer, Países Bajos |                                    |
| 16:00 (CET)          | - van den Ban 25' | Reporte   |                 | Árbitro(s): Chrysovalantis Theouli            | Árbitro(s): Chrysovalantis Theouli |

## Fase final
El sorteo de la fase final se realizó el 9 de febrero de 2024 en Nyon.

### Cuadro de desarrollo
|  | Octavos de final                             | Octavos de final                      |                                |       | Cuartos de final | Cuartos de final |  |  | Semifinal | Semifinal |  |  | Final | Final |
|  |                                              |                                       |                                |       |                  |                  |  |  |           |           |  |  |       |       |
|  | 28 de febrero – FC Bayern Campus             |                                       |                                |       |                  |                  |  |  |           |           |  |  |       |       |
|  |                                              |                                       |                                |       |                  |                  |  |  |           |           |  |  |       |       |
|  | Bayern Múnich                                | 3                                     |                                |       |                  |                  |  |  |           |           |  |  |       |       |
|  | Bayern Múnich                                | 3                                     | 12 de marzo – FC Bayern Campus |       |                  |                  |  |  |           |           |  |  |       |       |
|  | Feyenoord                                    | 2                                     |                                |       |                  |                  |  |  |           |           |  |  |       |       |
|  | Feyenoord                                    | 2                                     | Bayern Múnich                  | 1     |                  |                  |  |  |           |           |  |  |       |       |
|  | 28 de febrero – Estadio Georgios Karaiskakis |                                       | Bayern Múnich                  | 1     |                  |                  |  |  |           |           |  |  |       |       |
|  |                                              | Olympiakos FC                         | 3                              |       |                  |                  |  |  |           |           |  |  |       |       |
|  | Olympiakos FC                                | Olympiakos FC                         | 3                              | 2 (4) |                  |                  |  |  |           |           |  |  |       |       |
|  | Olympiakos FC                                |                                       | 19 de abril - Estadio Colovray | 2 (4) |                  |                  |  |  |           |           |  |  |       |       |
|  | RC Lens                                      | 2 (2)                                 |                                |       |                  |                  |  |  |           |           |  |  |       |       |
|  | RC Lens                                      | 2 (2)                                 | Olympiakos FC                  | 0 (3) |                  |                  |  |  |           |           |  |  |       |       |
|  | 28 de febrero – Akademie Salzburg            |                                       | Olympiakos FC                  | 0 (3) |                  |                  |  |  |           |           |  |  |       |       |
|  |                                              | FC Nantes                             | 0 (1)                          |       |                  |                  |  |  |           |           |  |  |       |       |
|  | Red Bull Salzburg                            | FC Nantes                             | 0 (1)                          | 0     |                  |                  |  |  |           |           |  |  |       |       |
|  | Red Bull Salzburg                            | 12 de marzo – Estadio de la Beaujoire |                                | 0     |                  |                  |  |  |           |           |  |  |       |       |
|  | FC Nantes                                    | 1                                     |                                |       |                  |                  |  |  |           |           |  |  |       |       |
|  | FC Nantes                                    | 1                                     | FC Nantes                      | 3 (5) |                  |                  |  |  |           |           |  |  |       |       |
|  | 27 de febrero – Štadión pod Dubňom           |                                       | FC Nantes                      | 3 (5) |                  |                  |  |  |           |           |  |  |       |       |
|  |                                              | Copenhague                            | 3 (4)                          |       |                  |                  |  |  |           |           |  |  |       |       |
|  | MŠK Žilina                                   | Copenhague                            | 3 (4)                          | 1 (2) |                  |                  |  |  |           |           |  |  |       |       |
|  | MŠK Žilina                                   |                                       | 22 de abril - Estadio Colovray | 1 (2) |                  |                  |  |  |           |           |  |  |       |       |
|  | Copenhague                                   | 1 (4)                                 |                                |       |                  |                  |  |  |           |           |  |  |       |       |
|  | Copenhague                                   | 1 (4)                                 | Olympiakos FC                  | 3     |                  |                  |  |  |           |           |  |  |       |       |
|  | 27 de febrero – Stadion am Bruchweg          |                                       | Olympiakos FC                  | 3     |                  |                  |  |  |           |           |  |  |       |       |
|  |                                              | AC Milan                              | 0                              |       |                  |                  |  |  |           |           |  |  |       |       |
|  | Mainz 05                                     | AC Milan                              | 0                              | 2     |                  |                  |  |  |           |           |  |  |       |       |
|  | Mainz 05                                     | 13 de marzo – Stadion am Bruchweg     |                                | 2     |                  |                  |  |  |           |           |  |  |       |       |
|  | Manchester City                              | 1                                     |                                |       |                  |                  |  |  |           |           |  |  |       |       |
|  | Manchester City                              | 1                                     | Mainz 05                       | 1     |                  |                  |  |  |           |           |  |  |       |       |
|  | 27 de febrero – AZ Training Centre           |                                       | Mainz 05                       | 1     |                  |                  |  |  |           |           |  |  |       |       |
|  |                                              | Porto                                 | 4                              |       |                  |                  |  |  |           |           |  |  |       |       |
|  | AZ                                           | Porto                                 | 4                              | 1 (3) |                  |                  |  |  |           |           |  |  |       |       |
|  | AZ                                           |                                       | 19 de abril - Estadio Colovray | 1 (3) |                  |                  |  |  |           |           |  |  |       |       |
|  | Porto                                        | 1 (4)                                 |                                |       |                  |                  |  |  |           |           |  |  |       |       |
|  | Porto                                        | 1 (4)                                 | Porto                          | 2 (3) |                  |                  |  |  |           |           |  |  |       |       |
|  | 28 de febrero – Centro Sportivo Vismara      |                                       | Porto                          | 2 (3) |                  |                  |  |  |           |           |  |  |       |       |
|  |                                              | AC Milan                              | 2 (4)                          |       |                  |                  |  |  |           |           |  |  |       |       |
|  | AC Milan                                     | AC Milan                              | 2 (4)                          | 2 (4) |                  |                  |  |  |           |           |  |  |       |       |
|  | AC Milan                                     | 13 de marzo – Centro Sportivo Vismara |                                | 2 (4) |                  |                  |  |  |           |           |  |  |       |       |
|  | SC Braga                                     | 2 (2)                                 |                                |       |                  |                  |  |  |           |           |  |  |       |       |
|  | SC Braga                                     | 2 (2)                                 | AC Milan                       | 1 (4) |                  |                  |  |  |           |           |  |  |       |       |
|  | 28 de febrero – Alfredo di Stéfano           |                                       | AC Milan                       | 1 (4) |                  |                  |  |  |           |           |  |  |       |       |
|  |                                              | Real Madrid                           | 1 (3)                          |       |                  |                  |  |  |           |           |  |  |       |       |
|  | Real Madrid                                  | Real Madrid                           | 1 (3)                          | 2     |                  |                  |  |  |           |           |  |  |       |       |
|  | Real Madrid                                  |                                       |                                | 2     |                  |                  |  |  |           |           |  |  |       |       |
|  | Leipzig                                      | 0                                     |                                |       |                  |                  |  |  |           |           |  |  |       |       |
|  | Leipzig                                      | 0                                     |                                |       |                  |                  |  |  |           |           |  |  |       |       |

### Octavos de final
| 27 de febrero de 2024 | AZ                                              | 1:1 (1:0) (3:4 p.)         | Porto                                       | AZ Training Centre, Wijdewormer, Países Bajos |                              |
| 16:00 (CET)           | - van den Ban 34'                               | Reporte                    | - 90+3' Ribeiro                             | Árbitro(s): Ivana Projkovska                  | Árbitro(s): Ivana Projkovska |
|                       |                                                 | Tiros desde el punto penal |                                             |                                               |                              |
|                       | - Kwakman - Dekkers - Atikallah - Smits - Addai |                            | - Brás - Candé - Martins - Teixeira - Sousa |                                               |                              |

| 27 de febrero de 2024 | MŠK Žilina                                | 1:1 (1:1) (2:4 p.)         | Copenhague                               | Štadión pod Dubňom, Žilina, Eslovaquia |                        |
| 16:30 (CET)           | - Sauer 10'                               | Reporte                    | - 6' Chiakha                             | Árbitro(s): Joey Kooij                 | Árbitro(s): Joey Kooij |
|                       |                                           | Tiros desde el punto penal |                                          |                                        |                        |
|                       | - Mynář - Vaľko - Pekelský - Atanasijević |                            | - Birch - Tchicamboud - Németh - Blicher |                                        |                        |

| 27 de febrero de 2024 | Mainz 05                         | 2:1 (1:1) | Manchester City    | Stadion am Bruchweg, Maguncia, Alemania |                              |
| 18:00 (CET)           | - Müller 16' - Schulz 52' (pen.) | Reporte   | - 45+1' Oboavwoduo | Árbitro(s): Atilla Karaoglan            | Árbitro(s): Atilla Karaoglan |

| 28 de febrero de 2024 | Olympiakos FC                                    | 2:2 (0:1) (4:2 p.)         | RC Lens                                 | Georgios Karaiskakis, El Pireo, Grecia |                         |
| 14:00 (CET)           | - Kostoulas 58' (pen.) - Pnevmonidis 62'         | Reporte                    | - 19' Sishuba - 52' Fofana              | Árbitro(s): David Šmajc                | Árbitro(s): David Šmajc |
|                       |                                                  | Tiros desde el punto penal |                                         |                                        |                         |
|                       | - Bakoulas - Kostoulas - Liatsikouras - Tanoulis |                            | - Sishuba - Ganiou - Diliwidi - Bermont |                                        |                         |

| 28 de febrero de 2024 | AC Milan                                        | 2:2 (1:0) (4:2 p.)         | SC Braga                                       | Centro Sportivo Vismara, Milán, Italia |                             |
| 14:30 (CET)           | - Sia 24' - Zeroli 71'                          | Reporte                    | - 66' Rodrigues - 90+4' Furtado                | Árbitro(s): Miloš Milanović            | Árbitro(s): Miloš Milanović |
|                       |                                                 | Tiros desde el punto penal |                                                |                                        |                             |
|                       | - Bartesaghi - Simić - Sia - Malaspina - Zeroli |                            | - Vasconcelos - Kelvin - Chissumba - Rodrigues |                                        |                             |

| 28 de febrero de 2024 | Red Bull Salzburg | 0:1 (0:1) | FC Nantes   | Akademie Salzburg, Salzburgo, Austria |                                  |
| 15:00 (CET)           |                   | Reporte   | - 19' Gomes | Árbitro(s): Mohammad Usman Aslam      | Árbitro(s): Mohammad Usman Aslam |

| 28 de febrero de 2024 | Bayern Múnich                               | 3:2 (3:0) | Feyenoord                   | FC Bayern Campus, Múnich, Alemania |                                |
| 16:00 (CET)           | - Wimmer 20' - Fernández 28' - Demircan 45' | Reporte   | - 52' Rust - 55' Giersthove | Árbitro(s): Robert Ian Jenkins     | Árbitro(s): Robert Ian Jenkins |

| 28 de febrero de 2024 | Real Madrid               | 2:0 (1:0) | Leipzig | Alfredo di Stéfano, Madrid, España |                             |
| 18:00 (CET)           | - Gonzalo 24' - Perea 81' | Reporte   |         | Árbitro(s): Vassilis Fotias        | Árbitro(s): Vassilis Fotias |

### Cuartos de final
| 13 de marzo de 2024 | Mainz 05    | 1:4 (0:2) | Porto                                      | Stadion am Bruchweg, Maguncia, Alemania |                                 |
| 19:00 (CET)         | - Engel 87' | Reporte   | - Teixeira 18' - Mora 32', 73' - Candé 83' | Árbitro(s): Goga Kikacheishvili         | Árbitro(s): Goga Kikacheishvili |

| 12 de marzo de 2024 | FC Nantes                                                            | 3:3 (1:3) (5:4 p.)         | Copenhague                                                               | Estadio de la Beaujoire, Nantes, Francia |                            |
| 19:00 (CET)         | - D. Assoumani 12' - Mafoumbi 54' - Leroux 64'                       | Reporte                    | - Højlund 18' (pen.) - Németh 31' - Chiakha 33'                          | Árbitro(s): Elchin Masiyev               | Árbitro(s): Elchin Masiyev |
|                     |                                                                      | Tiros desde el punto penal |                                                                          |                                          |                            |
|                     | - L. Assoumani - Acapandié - Mongo - Camara - Leroux - Nzita - Gomes |                            | - Froholdt - Bidstrup - Németh - Birch - Chiakha - Glindtvad - Halsgaard |                                          |                            |

| 12 de marzo de 2024 | Bayern Múnich | 1:3 (0:3) | Olympiakos FC                                       | FC Bayern Campus, Múnich, Alemania |                        |
| 17:00 (CET)         | - Ramsak 63'  | Reporte   | - Mouzakitis 32' - Papakanellos 37' - Kostoulas 40' | Árbitro(s): Yigal Frid             | Árbitro(s): Yigal Frid |

| 13 de marzo de 2024 | AC Milan                                            | 1:1 (0:1) (4:3 p.)         | Real Madrid                                   | Centro Sportivo Vismara, Milán, Italia |                            |
| 17:00 (CET)         | - Sia 51'                                           | Reporte                    | - García 33' (pen.)                           | Árbitro(s): Sven Jablonski             | Árbitro(s): Sven Jablonski |
|                     |                                                     | Tiros desde el punto penal |                                               |                                        |                            |
|                     | - Bartesaghi - Simić - Simmelhack - Scotti - Zeroli |                            | - Perea - Yañez - Palacios - Fortuny - García |                                        |                            |

### Semifinal
| 19 de abril de 2024 | Olympiakos FC                                      | 0:0 (0:0) (3:1 p.)         | FC Nantes                             | Centre Sportif de Colovray, Nyon, Suiza |                                       |
| 14:00 (CET)         |                                                    | Reporte                    |                                       | Árbitro(s): Christian-Petru Ciochirca   | Árbitro(s): Christian-Petru Ciochirca |
|                     |                                                    | Tiros desde el punto penal |                                       |                                         |                                       |
|                     | - Mouzakitis - Bakoulas - Kostoulas - Liatsikouras |                            | - Letoux - Acapandié - Touré - Leroux |                                         |                                       |

| 19 de abril de 2024 | Porto                                           | 2:2 (1:1) (3:4 p.)         | AC Milan                                          | Centre Sportif de Colovray, Nyon, Suiza |                              |
| 18:00 (CET)         | - Meireles 41' (pen.) - Brás 65'                | Reporte                    | - Scotti 12' - Simmelhack 90+3'                   | Árbitro(s): Attila Karaoglan            | Árbitro(s): Attila Karaoglan |
|                     |                                                 | Tiros desde el punto penal |                                                   |                                         |                              |
|                     | - Meireles - Brás - Martins - Fernandes - Sousa |                            | - Bonomi - Simić - Simmelhack - Liberali - Zeroli |                                         |                              |

### Final
| 22 de abril de 2024 | Olympiakos FC                                             | 3:0 (0:0) | AC Milan | Centre Sportif de Colovray, Nyon, Suiza |                         |
| 18:00 (CET)         | - Mouzakitis 60' (pen.) - Papakanellos 61' - Bakoulas 66' | Reporte   |          | Árbitro(s): John Brooks                 | Árbitro(s): John Brooks |

| Campeón de la Liga Juvenil 2023-24 |
| Olympiakos FC 1.er título          |